# Nereu de Chipre
Nereu, jovem diácono e depois sacerdote, nasceu na ilha de Chipre.

## Histórico
Filho mais moço de humilde família de criadores de cabras,seu pai, Spiridião, era um comerciante famoso na região,e foi educado pelo avô paterno, de nome Dionísio, que era um professor muito respeitado na ilha de Córsega.
Foi inicialmente comerciante, mas encontrou a fé na igreja e chegou inicialmente a auxiliar na condução dos ritos sagrados na primitiva comunidade cristã que aflorava na sua região. As crônicas guibelinas do século XV dizem que teria sido ordenado diácono e posto a serviço do Papado pelas mãos do Papa Eleutério.
Serviu fielmente a três papas( Vítor I,Zeferino e Calisto I). Mas após alguns anos de serviço pastoral, envaidecido pelos adulados elogios que a comunidade de Roma e Óstia lhe referiam, foi ordenado presbítero e posteriormente seu nome foi lembrado para ser sucessor de São Pedro após a morte do Papa Calisto I, do qual se sentia seu digno sucessor. Como não encontrou oposição inicialmente, tentou antecipadamente sentar-se na Cátedra de São Pedro, o que o futuros papas Urbano e Ponciano lhe teriam censurado.A alegação é "que somente o Espírito Santo cabia a atribuição de elevar o futuro papa". Dito e feito. Não conseguiu a partir daí ser eleito ao cargo pretendido.Por mais que tentasse,que desejasse sentar-se na Cátedra de Pedro, não conseguiu reunir, entretanto, adeptos em número suficiente para apoiar as suas pretensões.
Nas sucessivas eleições que se seguiram, Encontrou dois outros adversários mais influêntes ao cargo de Pontífice: Cornélius e Novaciano. Não foi eleito ao trono pontifício, por não ter as legiões de fiéis e seguidores de Cornélius, muito menos de Novaciano, que sendo derrotado em nova eleição, entretanto, pelo suborno e pelas falsas promessas de vantagens, se autoproclamou Papa. Causou tamanhas contrariedades em seu descontentamento que acabou sendo expulso com Novaciano sobre pedradas de Roma.
Encontrou a morte durante o Pontificado do Papa Lúcio I de maneira muito misteriosa. Era classificado por alguns historiadores como um perigoso agitador que ambicionava o trono Pontifício, e maquinou inúmeros estrategemas para conquistar seguidores. Documentos apócrifos ditam a sua morte por envenenamento com recurso de Cicuta, poderoso veneno. Sua morte se deu na ilha da Sicília, e seu corpo foi enterrado em uma gruta obscura da mesma ilha por seus seguidores.